# .mm
.mm è il dominio di primo livello nazionale assegnato alla Birmania.